# Dextrinocystidium
Dextrinocystidium  ist eine Pilzgattung aus der Familie der Schichtpilzverwandten (Stereaceae).
Die charakteristischen Gattungsmerkmale sind dextrinoide Lamprozystiden, schnallenlose generative Hyphen und verzweigte Skeletthyphen. Weitere typische Merkmale sind euterförmige Basidien und warzig ornamentierte Basidiosporen. Die Typusart der Gattung ist Dextrinocystidium sacratum (G. Cunn.) Sheng H. Wu. Viele Mykologen halten das Gattungskonzept für wenig überzeugend, weshalb K. Hjortstam und L. Ryvarden die beiden Arten der Gattung in die Gattung Gloeopeniophorella stellten.

## Merkmale
Die resupinaten Fruchtkörper haben ein glattes Hymenium. Die generative Hyphen sind einfach septiert, haben also keine Schnallen. Neben den generativen Hyphen findet man auch Skeletthyphen, die gelegentlich verzweigt sein können und keine amyloide oder dextrinoide Jodreaktion zeigen. Typisch für die Gattung sind die dextrinoiden Lamprozystiden (so bezeichnet man dickwandige Zystiden). Außerdem findet man Gloeozystiden. Die viersporigen Basidien sind euterförmig und die amyloiden, warzig ornamentierten Basidiosporen breit ellipsoid.

## Systematik
Etymologie
Der Gattungsname leitet sich von dextrino- und cystidium ab und bezieht sich auf die gattungstypische, dextrinoide Jodreaktion der Lamprozystiden.
Die Gattung Dextrinocystidium ist gekennzeichnet durch ihre dextrinoiden Lamprozystiden, die schnallenlosen, generativen Hyphen und die verzweigten Skeletthyphen. Weitere typische Merkmale sind die euterförmigen utriformen Basidien und die warzig ornamentierten Basidiosporen. Die Gattung Scytinostromella hat ebenfalls verzweigte Skeletthyphen und ähnlich geformte Basidien, aber dextrinoide und cyanophile Lamprozystiden kommen nicht vor. Außerdem haben die Hyphen Schnallen, die Basidien und Basidiosporen sind kleiner und das Subiculum hat eine ziemlich lockere Textur. Bisher wurden die beiden Arten molekularbiologisch noch nicht untersucht.

## Arten
Neben die Typusart Dextrinocystidium sacratum stellten J. Boidin,  P. Lanquetin und G. Gilles 1997 noch die Art Dextrinocystidium singulare. Beide Arten wurden 2007 durch K. Hjortstam und L. Ryvarden in die Gattung Gloeopeniophorella gestellt.